# Emidio Taliani
Emidio Taliani (né le 19 avril 1838 à Montegallo en Marches, et mort le 24 août 1907 à Montegallo) est un cardinal italien du début du XXe siècle. 

## Biographie
Emidio Taliani exerce diverses fonctions au sein de la Curie romaine, notamment auprès de la Rote romaine. Il est nommé archevêque titulaire de Sébaste (de) en 1896 et est envoyé comme nonce apostolique en Autriche (en).
Le pape Léon XIII le crée cardinal lors du consistoire du 22 juin 1903. Taliani participe au conclave de 1903, lors duquel Pie X est élu pape.

## Succession apostolique
Emidio Taliani a ordonné les évêques suivants :
- Évêque Laurenz Mayer (de) (1899)
- Évêque Godfried Marschall (de) (1901)